# Werner Peak
Werner Peak är en bergstopp i Antarktis. Den ligger i Västantarktis. Argentina, Chile och Storbritannien gör anspråk på området. Toppen på Werner Peak är 1 550 meter över havet.
Terrängen runt Werner Peak är varierad. Trakten är obefolkad. Det finns inga samhällen i närheten.